# Бабуров, Андрей (волейболист)
Андре́й Бабу́ров (латыш. Andrejs Baburovs, р. 6 октября 1987) — латвийский волейболист, член сборной Латвии по волейболу (с 2010 года).

## Биография
В 1996 году окончил рижскую среднюю школу № 74. Воспитанник даугавпилсской волейбольной школы. Бронзовый призёр Риги по волейболу и обладатель 5 места кубка Латвии Lase, серебряный призёр кубка Латвии Lase-2003. Член юношеской сборной Латвии по волейболу 2005 года. Двукратный чемпион Видземского предместья Риги по волейболу. В мае 2010 года в составе сборной Латвии не прошёл отборочный тур чемпионата Европы по волейболу 2011 года.